# Vladimír Korytina
Vladimír Korytina (* 19. září 1958) je bývalý slovenský fotbalista.

## Fotbalová kariéra
V československé lize hrál za Spartak Trnava. Nastoupil ve 37 ligových utkáních a dal 5 gólů.

## Ligová bilance
| Ročník                                   | Zápasy | Góly | Minuty | Klub           |
| ---------------------------------------- | ------ | ---- | ------ | -------------- |
| 1. československá fotbalová liga 1976/77 | 10     | 3    | -      | Spartak Trnava |
| 1. československá fotbalová liga 1980/81 | 23     | 2    | 1388   | Spartak Trnava |
| 1. československá fotbalová liga 1981/82 | 4      | 0    | 213    | Spartak Trnava |
| CELKEM                                   | 37     | 5    | -      |                |